# Archaeomysis japonica
Archaeomysis japonica is een aasgarnalensoort uit de familie van de Mysidae. De wetenschappelijke naam van de soort is voor het eerst geldig gepubliceerd in 1996 door Hanamura, Jo & Murano.